# Болото у села Нюхча
Болото у села Нюхча — государственный природный заказник регионального значения в Беломорском районе Республики Карелия. Ландшафт представлен обширными верховыми и приморскими травяными болотами. Площадь поверхности — 150 км².
Находится в окрестностях Нюхчи и на Поморском берегу, южная граница — железнодорожная линия «Беломорск — Вологда», западная — по реке Нюхча, восточная — по реке Челица, северная граница, требующая уточнения, проходит по акватории Белого моря.
В этом районе образуют тысячные скопления перелётные гуси, казарки, морские утки, кулики.
На болотах население собирает морошку и клюкву, в лесах — чернику, бруснику и грибы.
На территории в 1974 году создан болотный заказник площадью 3500 га, внесённый в Список особо охраняемых природных территорий Карелии как эталонная для южного Прибеломорья болотная система.